# Bartomeu Seguí Prat
Bartomeu Seguí Prat (Inca, Mallorca, 1954) és un metge i polític mallorquí, senador en la VII Legislatura 
Militant del Partit Popular, ha estat regidor i tinent d'alcalde de l'ajuntament d'Inca de 1991 a 1999. També havia estat director general de Consum del Govern Balear, càrrec del qual fou destituït en 1998.
El 2003, fou nomenat senador per Mallorca en substitució d'Eduardo Gamero Mir, escollit senador a les eleccions generals espanyoles de 2000. Durant aquest temps fou Viceportaveu de la Comissió d'Economia, comerç i turisme. Després de les eleccions municipals espanyoles de 2003, 2007 i 2011 fou revalidat com a regidor de personal de l'ajuntament d'Inca.